# Material requirements planning
Material requirements planning (MRP-I) wordt in de logistiek gebruikt voor de planning van de materiaalinkoop (grondstoffen en componenten). Daarnaast kan hiermee ook het productieproces worden vastgesteld, omdat er bij MRP-I gewerkt wordt met een van tevoren vastgesteld verkoop- en productieplan van het eindproduct.
De benodigde materialen zijn bekend. Deze zijn opgenomen in de stuklijst, in de logistiek ook wel bill of materials (BOM) genoemd. Aan de hand van het vastgestelde verkoop- en productieplan en de specifieke periode waarin de productie plaatsvindt, kan de planner berekenen welke materialen en componenten en welke hoeveelheden hiervan ingekocht moeten worden. Ook is het mogelijk te berekenen wanneer deze producten ingekocht moeten worden door rekening te houden met de doorlooptijd of de levertijd van het betreffende product. De periode wanneer begonnen wordt met de productie is immers van tevoren vastgesteld.
MRP-I gaat uit van een onbeperkte capaciteit. Het houdt geen rekening met aspecten als machines, mensen, geld, leveranciers, enz. Om dit op te lossen is Manufacturing resources planning ontwikkeld. Dit wordt ook wel MRP-II genoemd.